# Leto (Band)
Leto ist eine Post-Punk-Band aus Hamburg bestehend aus Jannes von Richthofen, Paul Kala, Phill Otto Fedtke, Pascal Albrecht und David Hadenfeldt.

## Geschichte
Bereits seit Anfang der 2000er Jahre kennen sich die vier Musiker aus verschiedenen Bands und kamen 2013 erstmals in einem englischsprachigen Bandprojekt unter anderem Namen zusammen. Im Jahr 2015 gründeten sie die Band und spielen deutschsprachigen Post-Punk. Das erste Album Vor die Hunde erschien im Sommer 2018 und wurde in den Nullzweistudios mit Produzent Olman Viper aufgenommen. Mit dem ersten Album spielten Leto neben dem Reeperbahn-Festival auch die erste eigene Club-Tour.
Mit Produzent Kristian Kühl nahmen Leto während der COVID-19-Pandemie im Ton 13 Studio in Hamburg das am 9. Oktober 2020 erschienene Wider auf.
Ende 2021 begann die Band mit dem Songwriting für das dritte Album. Es entstanden über 30 Lieder, von denen schließlich 11 für das Album ausgewählt wurden. Das Album wurde von Kristian Kühl im Toolhouse (Rotenburg a.d. Fulda) aufgenommen und in Hamburg gemischt. Hauke Albrecht hat das Mastering der Platte übernommen. Das Album wurde von der Initiative Musik gefördert.

## Stil
Leto machen Post-Punk/Emo/Post-Hardcore. Die Band schreibt die Musik zusammen. Die Texte werden größtenteils von Jannes von Richthofen geschrieben. Einige Songs hat auch Paul Kala geschrieben.

## Sonstiges
Alle Bandmitglieder gehen neben der Band einem Hauptberuf im sozialen Bereich nach.
Kala und Fedtke spielten schon vor Leto zusammen in den Bands Last Sunday und Turbo. Von Richthofen und Albrecht spielten von 2009 bis 2013 in der Band Zeitpuls.

## Diskografie

### Studioalben
- 2018: Vor die Hunde (Rookie Records)
- 2020: Wider (Rookie Records)
- 2023: Leben und tot (Rookie Records)

### EPs
- 2016: Leto

### Singles
- 2022: Meins/Deins (Rookie Records)
- 2022: Vampire (Rookie Records)
- 2022: Sonntag (Rookie Records)

### Beiträge zu Kompilationen
- 2020: Bla Sind Wir – Soli Sampler mit dem Lied Rotenburg (Rookie Records/Kidnap Music)